# Chimborazo Medical Museum
Le Chimborazo Medical Museum est un musée d'histoire de la médecine à Richmond, en Virginie, dans l'est des États-Unis. Partie du Richmond National Battlefield Park, il en est l'un des offices de tourisme opérés par le National Park Service.